# Xian de Yushan
Pour les articles homonymes, voir Yushan.
Le xian de Yushan (chinois : 玉山县 ; pinyin : yùshān xiàn) est un district administratif de la province du Jiangxi en Chine. Il est placé sous la juridiction de la ville-préfecture de Shangrao.

## Géographie

Yushan en rouge, au sein de la ville-préfecture de Shangrao, en jaune clair, sur la carte de la province du Jiangxi.

Le xian comprend le pic Yujing, point culminant du mont Sanqing, lui-même mont le plus élevé du massif des monts Huaiyu.

## Démographie
La population du district était de 528 127 habitants en 1999 et de 574 369 en 2010.